# Râul Orșova
Râul Orșova este un curs de apă, afluent al râului Gurghiu. 

## Imagini

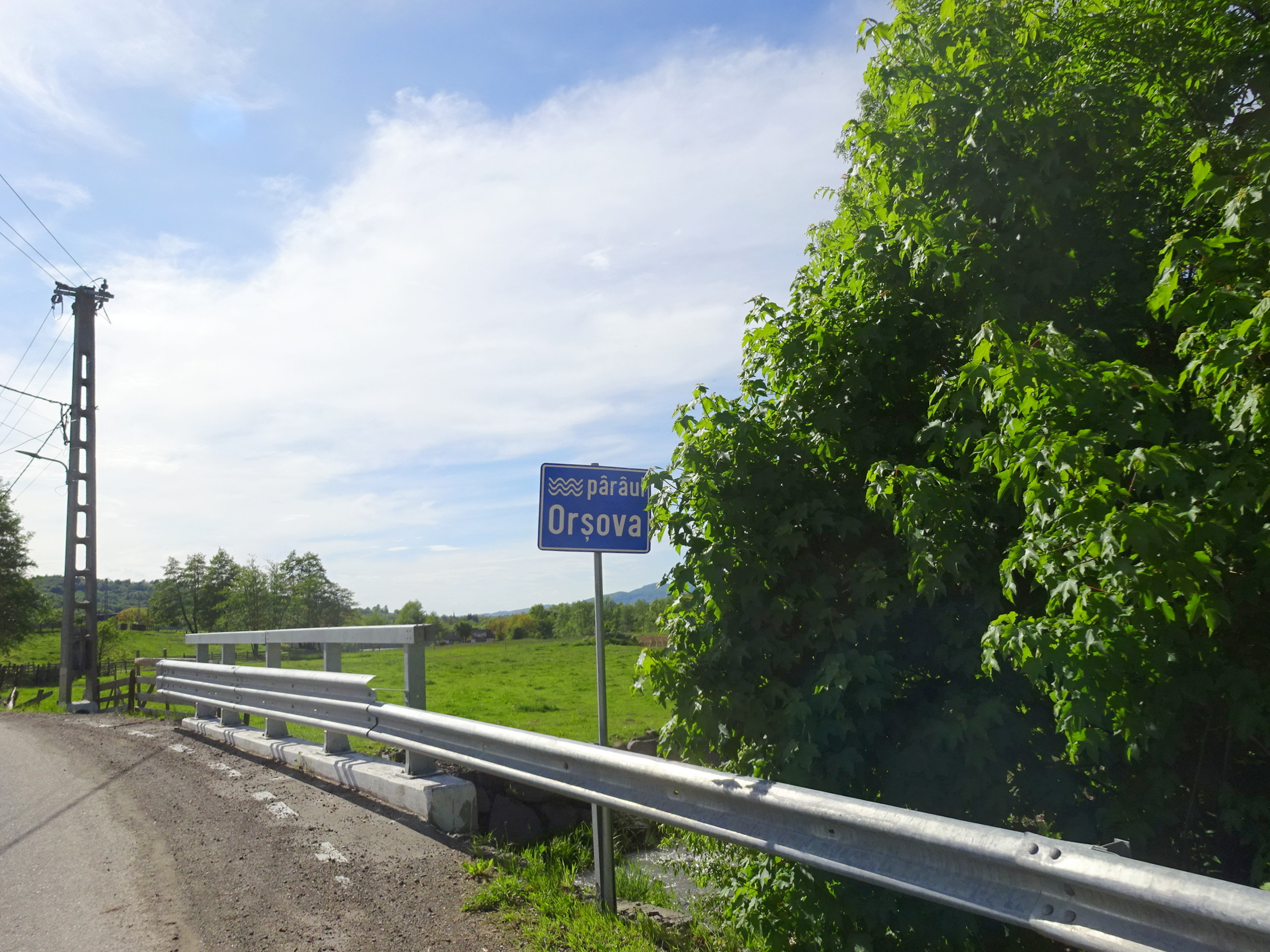
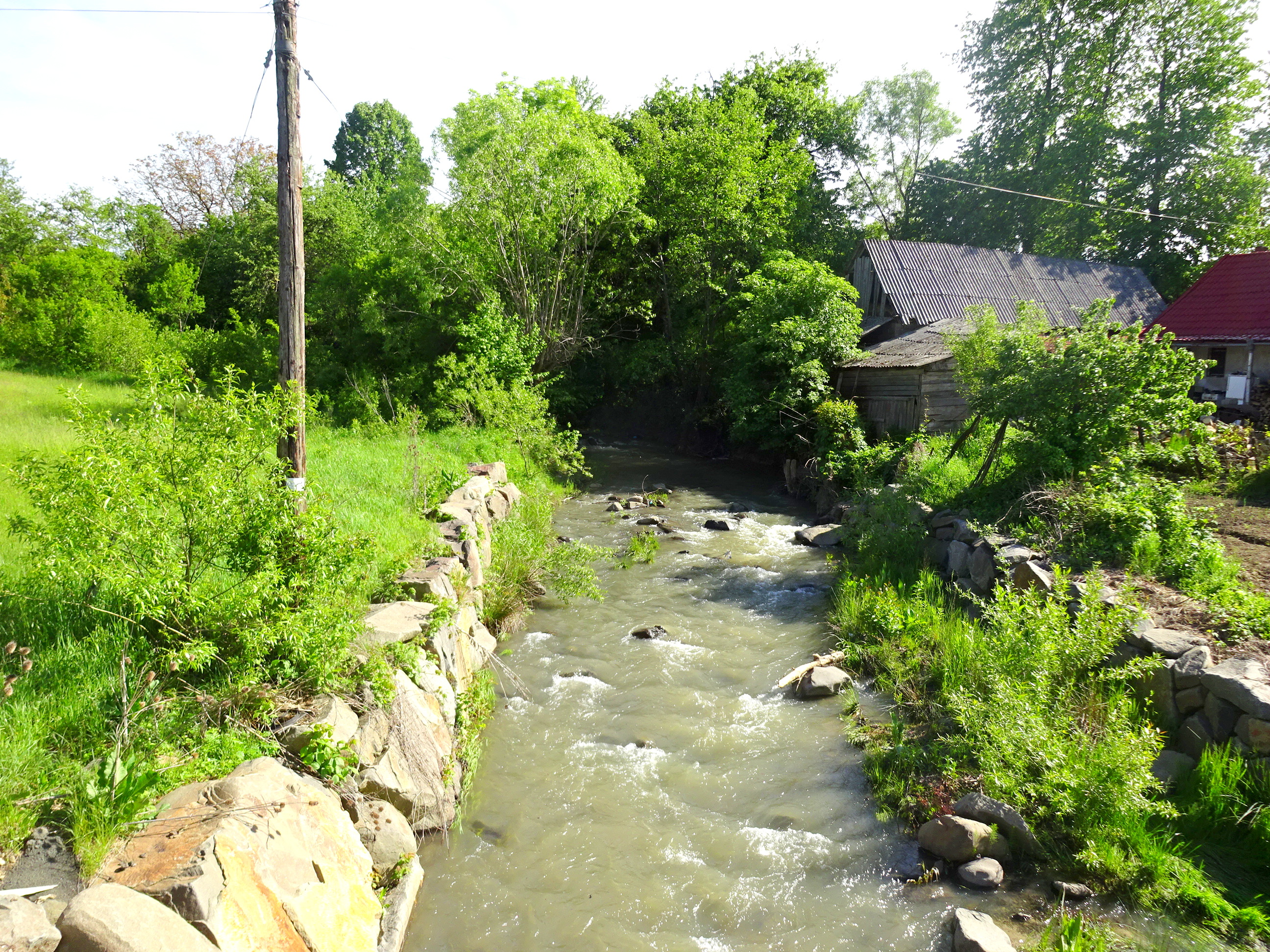
Râul Orșova în satul Orșova-Pădure
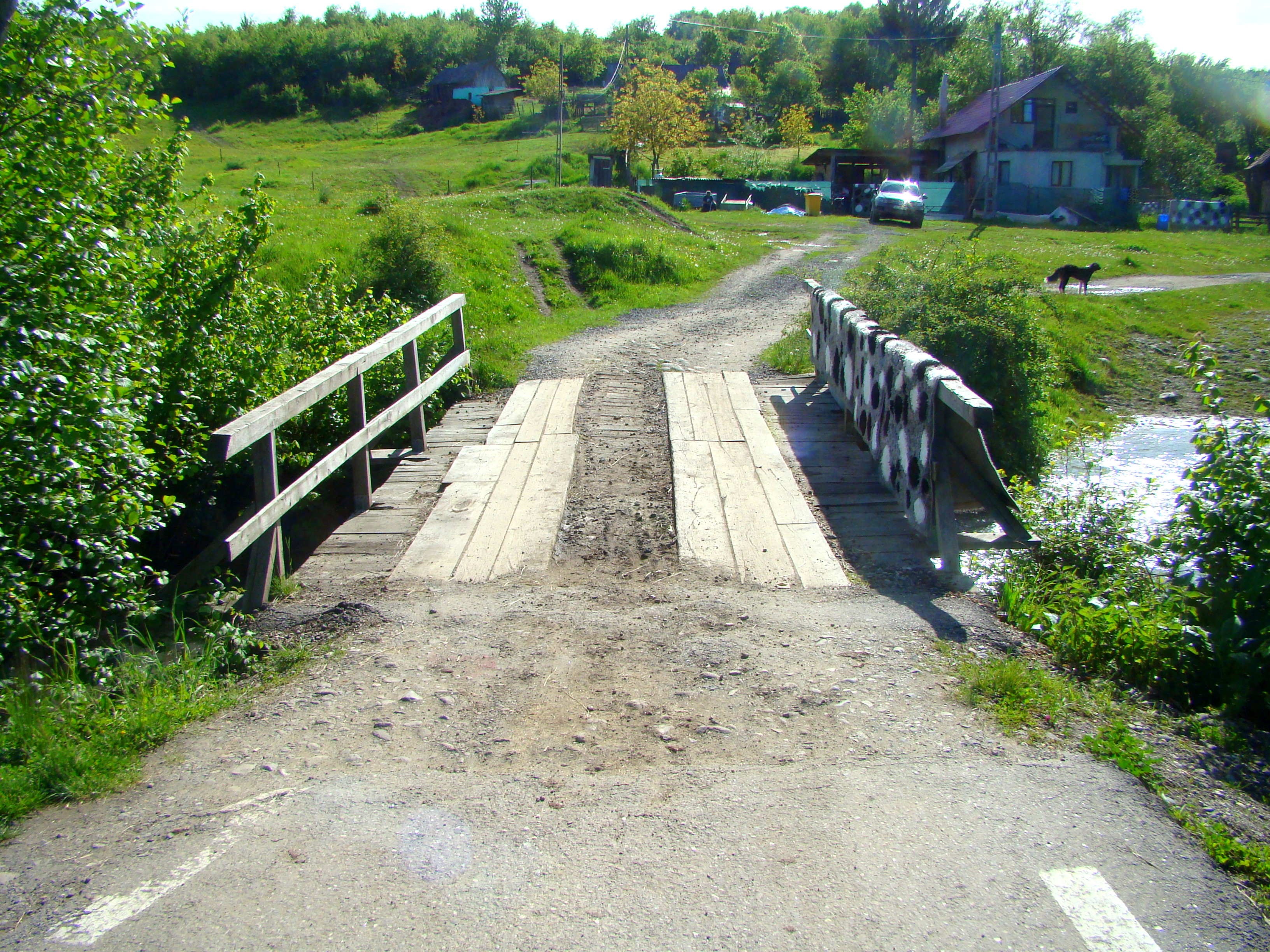
Podeț peste râul Orșova
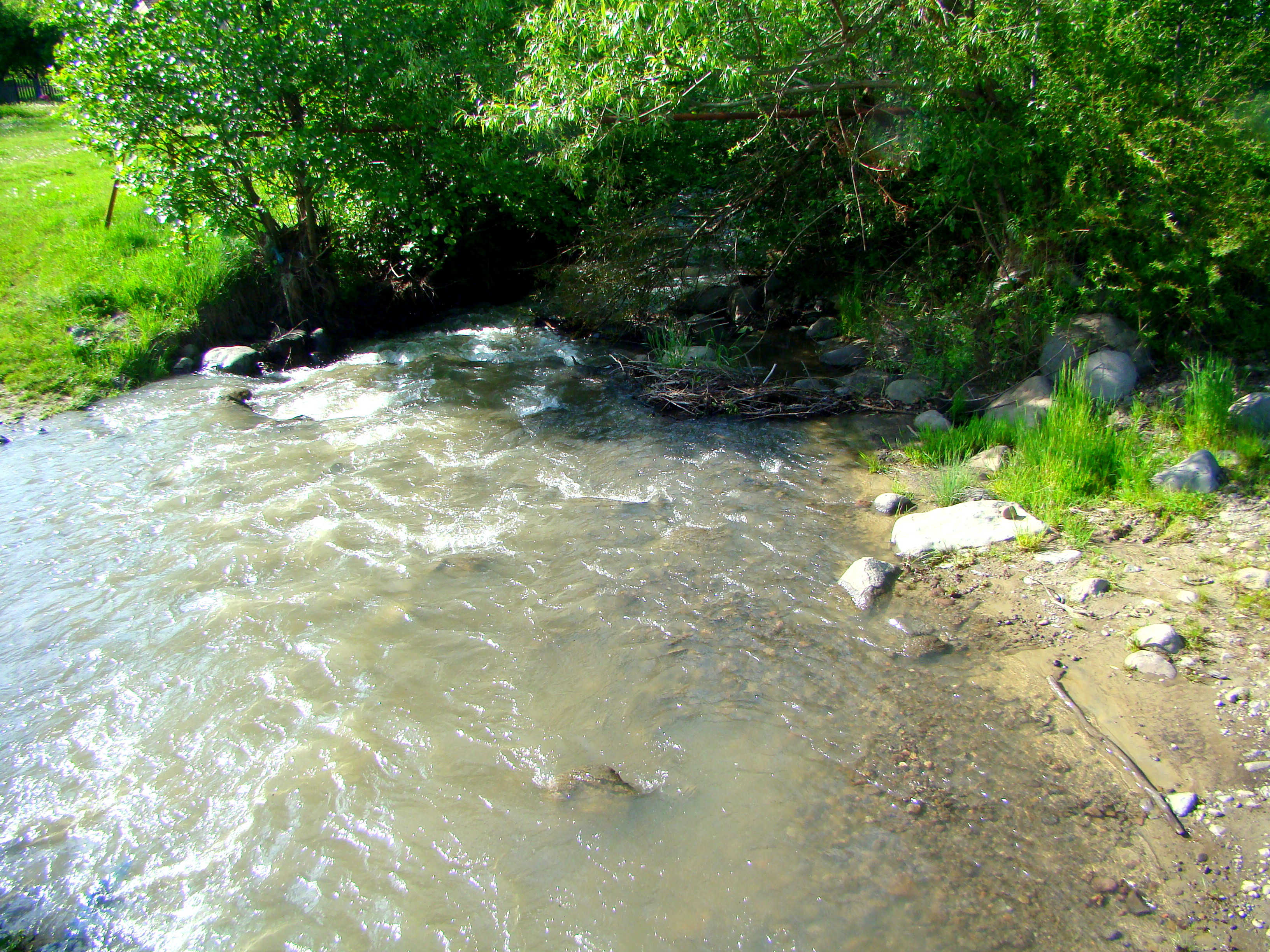
Râul Orșova în satul Orșova-Pădure
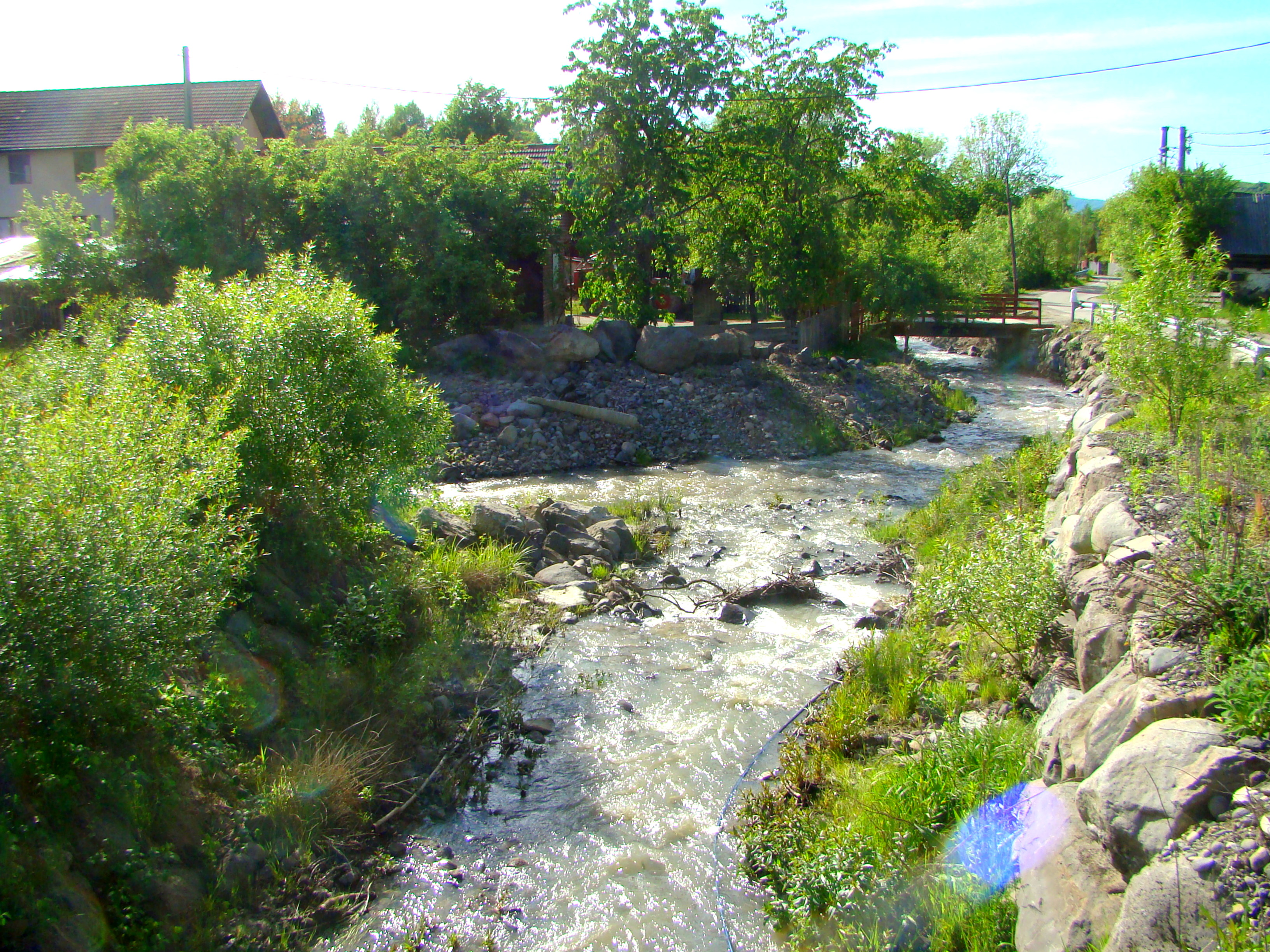
Confluența râului Orșova cu afluentul de dreapta Seciu
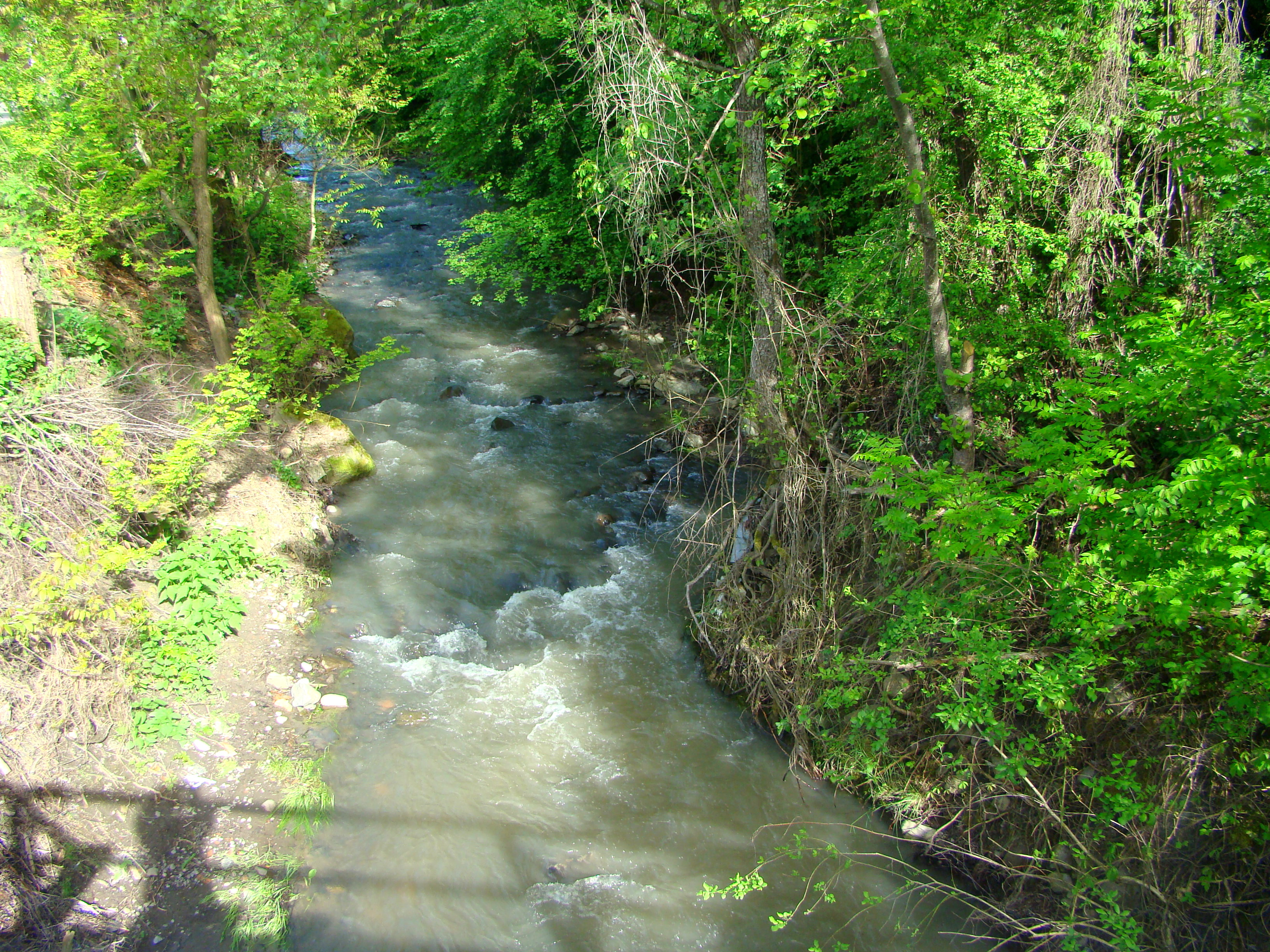
Râul Orșova în satul Orșova